# Kama (étel)
A kama (Észtországban), Finnországban a talkkuna hagyományos észt, illetve finn finomliszt keverék, amely őrölt, szitált árpából, zabból, valamint borsóból készül. A zablisztet gyakran teljes mértékben búzaliszttel helyettesítik, vagy időnként fekete bab lisztjével. 
Régen a kama nem romlandó, hosszabb távon is szállítható élelmiszer volt, amelyből gyorsan elkészíthető, tápláló ételt lehetett készíteni, ha vajjal, vagy zsírral összekeverték, mely nem igényelt sütést, de időnként pirítva tálalták. 
Manapság inkább desszertek készítésére használják. Gyakran reggelire fogyasztják, tejjel, magas zsírtartalmú tejjel, vagy kefirrel keverve, cukorral, vagy különböző gyümölcsökkel (főleg áfonyával) ízesítve. Viszonylag ritkán tesznek bele az áfonyán túl más gyümölcsöket is, illetve mézet. Tejes, tejfölös desszertek készítéséhez is felhasználják, főleg Finnországban és Észtországban termő erdei gyümölcsökkel vegyítve. 
Kamát szuvenírként is lehet vásárolni Észtországban. Az egyik legjobban megkülönböztethető észt nemzeti étel.

A skrädmjöl hasonló eledel, melyet Svédország, Värmland tartományában készítenek szitált zabból. Az úgy nevezett Erdei finnek hozták magukkal eme ételt még a 16-17. században, amikor is Finnországból áttelepültek Norvégiába és Svédországba.

## Fordítás
Ez a szócikk részben vagy egészben  a   Kama (food) című angol Wikipédia-szócikk ezen változatának fordításán alapul.  Az eredeti cikk szerkesztőit annak laptörténete sorolja fel. Ez a jelzés csupán a megfogalmazás eredetét és a szerzői jogokat jelzi, nem szolgál a cikkben szereplő információk forrásmegjelöléseként.